# Лишев, Николай Викторович
Николай Викторович Лишев или Лищев (1 мая 1886—не ранее 1938) — поручик, эсер, делегат Всероссийского учредительного собрания. 

## Биография
Дворянского происхождения. Родился в семье полковника артиллерии, начальника отдела Казанских пороховых заводов Виктора Александровича Лишева (6 августа 1854 – 27 марта 1927),  позднее служил в 1900-1902 годах на Михайловско-Шостенском пороховом заводе в Черниговской губернии, а с 1913 по 1918 год техническим директором порохового завода в Муромском уезде Владимирской губернии. При выходе в отставку получил звание генерала-майора, с началом Первой мировй войны вернулся на службу, эвакуирован из Крыма, умер в эмиграции в Болгарии. 
Николай родился 1 мая 1886 года.  Выпускник Николаевского военно-инженерного училища. Произведён в подпоручики. С 1905 года член партии социалистов-революционеров. занимался организаторской работой и агитацией в Киевской военной организации. Вошёл в состав Всероссийского союза офицеров под кличкой "Нил Адреевич". В августе 1907 арестован и  привлечён к уголовному делу о восстании сапёров в гарнизоне Киева. 22 апреля 1908 года за принадлежность к Киевской военной организации Киевским военно-окружным судом приговорён на 6 годам каторги. Наказание отбывал в Лукьяновской тюрьме в Киеве (1908-1909)  в Смоленской каторжной тюрьме (1909-1911). А с  1911 по 1913 год находился в заключении в Шлиссельбургской крепости. Работал там библиотекарем, чем пользовался передавая другим заключенным записки в книгах. Отправлен на поселение в Бирюльскую волость Иркутской губернии, где в феврале 1914 года вновь арестован. В время этапа в Иркутскую тюрьму смог бежать и после чего благополучно эмигрировал за границу. 
После Февральской революции 1917 года вернулся в Россию, поручик Заамурской отдельной инженерной роты. Состоял в комитете Особой армии. 
В конце 1917 года избран во Всероссийское учредительное собрание от Юго-Западного фронта по списку № 1 (эсеры и Совет Крестьянских Депутатов фронта). Участвовал в единственном заседании Учредительного собрания 5 января 1918 года в Петрограде. 
В советское время член Общества политкаторжан и ссыльнопоселенцев (членский билет № 1899).
Арестован в 1938 году, дальнейшая судьба неизвестна.

## Семья

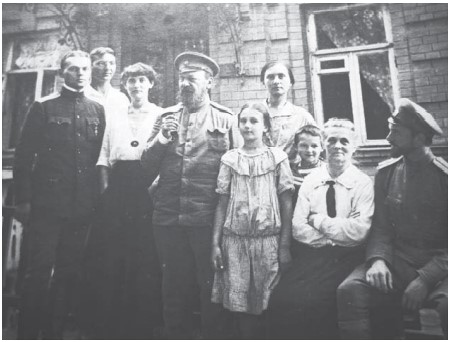
Семья Лишевых, в центре генерал-майор Виктор Александрович Лишев, около 1917 г.

- Мать — София Викторовна Лишева, урождённая Иванова (1852—?)[2].
- Брат — Александр (16.2.1884 – 15.2.1909[4]), умер от опухоли мозга
- Сестра — Ольга Викторовна Лишева, в замужестве Булаковская (1889—1947)[7], Эсерка, партийная кличка "Надя", в октябре 1907 года арестована, в апреле 1908 Киевским военно-окружным судом приговорена к 2 годам и 8 месяцам каторги. Отбывала в Лукьяновской тюрьме. В 1911 году из поселения в Усть-Уде в Иркуской губернии смогла сбежать за границу[1], скульптор, замужем за С. Ф. Булаковским.
- Брат — Михаил (20 февраля 1893[4]—9 декабря 1930, Сент-Обан) студент, в 1922 матрос в Константинополе. В эмиграции во Франции[8].
- Брат — Василий[2]
- Сестра — София[2]
- Сестра — Надежда[2]
- Сестра — Зинаида[2][a]

## Комментарии
1. ↑  Сайт "Школы военных инженеров в 1701-1960 годах" приводит иной список братьев и сестер Николая Лишева: Александр; Ольга, Владимир (11.2.1892 – ?); Михаил ; Сергей; Зинаида[4].